# ستاراویش
ستاراویش (به لهستانی:  Starawieś) یک روستا در لهستان است که در گمینا لیو واقع شده‌است. ستاراویش ۵۶۰ نفر جمعیت دارد.